# Бессмертие писателей
«Бессмертие писцов» («Прославление писцов») — это древнеегипетский текст мудрости, который, вероятно, использовался в качестве учебного пособия в школах. Он записан на оборотной стороне папируса Честера Битти IV (BM 10684), хранящегося в Британском музее . Он примечателен своим рационалистическим скептическим взглядом на загробную жизнь, даже более решительным, чем в «Песнях Арфиста». Писец сообщает, что сочинения авторов обеспечивают более надежное бессмертие, чем красивые гробницы.  Текст датирован переходным периодом между 19-й династией и 20-й династией . 
... Эти писатели известны с давних времен, со времен сразу после богов. Те, кто предсказал, что произошло бы (и произошло), чьи имена останутся в вечности. Они исчезли, когда закончили свою жизнь, и вся их родня была забыта. Они не строили бронзовых пирамид с надгробиями из железа с небес. Они не думали оставить потомство из детей, которые бы отличали свои имена, а образовали потомство посредством письменности и в книгах мудрости, которые они оставили... 
Они дали себе [свиток как чтеца]-священника, доску для письма как любящего сына. Наставления — их могилы, тростниковое перо — их дитя, каменная поверхность — их жена… Человек разлагается, труп его — прах. Все его родственники погибли; Но книга заставляет вспомнить о нем устами ее чтеца. Книга лучше, чем хорошо построенный дом... 
Ораторский стиль его написания подтверждается метрической структурой текста. 